# Cialda

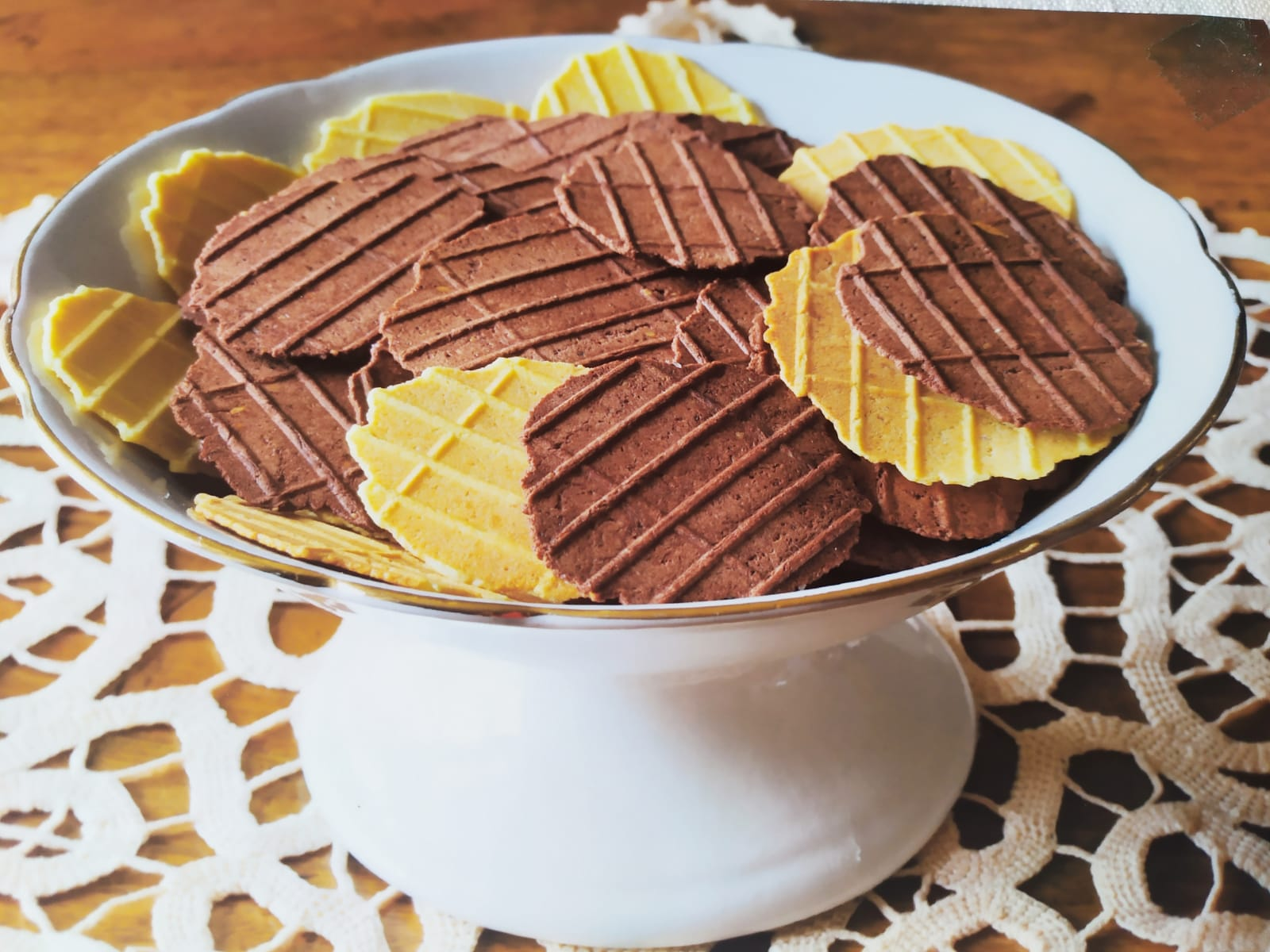
Recipiente con cialde

La cialda è una sfoglia di farina non lievitata, poco dolce e leggermente aromatizzata, che viene cotta entro appositi stampi. Sebbene siano da considerarsi dolci a tutti gli effetti, le cialde servono in alcuni casi a decorare o racchiudere altri alimenti, come capita nel caso dei coni gelato e i cialdoni.

## Nel mondo

### In Italia

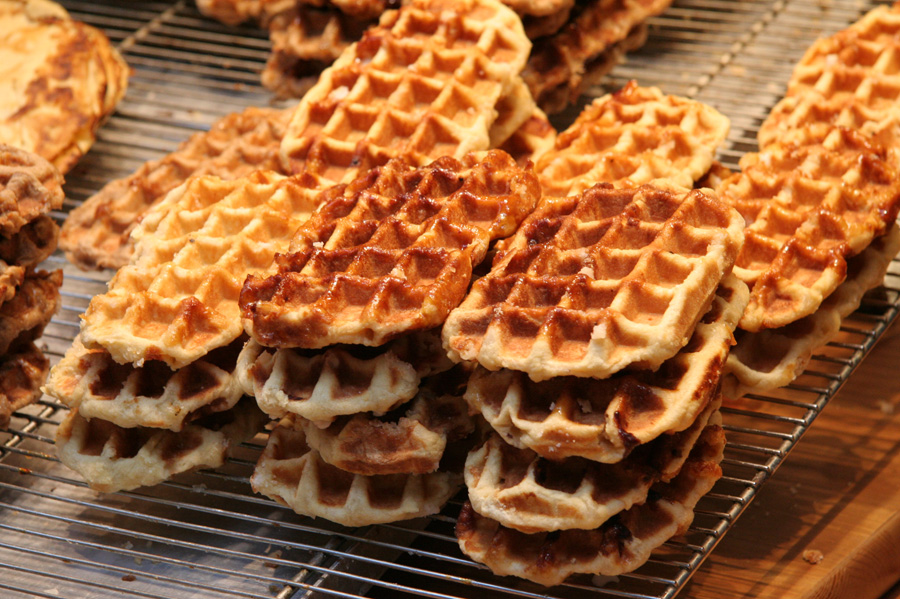
Gaufre

La maggior parte delle cialde italiane sono dolci simili a ostie che si differenziano tra loro per il tipo di stampo usato. Tra le molte varietà vi sono i brigidini, alcuni tipi di canestrelli, la cialda di Montecatini e i panicocoli. Di carattere diverso sono invece i gofri o goffri, delle più spesse cialde a nido d'ape.

### All'estero
Tra i dolci esteri che rientrano in questa categoria vi sono i wafer austriaci, composti da più cialde inframmezzate da strati di crema dolce, i morbidi waffle statunitensi, derivati dalle simili gaufre, che sono originarie del Belgio e il barquillo spagnolo, dalla caratteristica forma a cannuccia.

## Attrezzi
- Ferro da cialda
- Macchina per cialde
- Testo